# Нікола Нанні
Нікола Нанні (італ. Nicola Nanni; нар. 2 травня 2000, Сан-Марино, Сан-Марино) — санмаринський футболіст, нападник клубу італійської Серії C «Торрес» та національної збірної Сан-Марино. Разом із Массімо Боніні вважається одним із найдосвідченіших санмаринських футболістів. Один із небагатьох професійних футболістів із Сан-Марино.

## Клубна кар'єра
Футболом розпочав займатися в академії «Сан-Марино». У 16-річному віці перебрався до «Чезени», яка перевела його до свого молодіжного складу. Дебютував за вище вказану команду 4 вересня 2016 року в поєдинку проти «Верони». Всього провів за команди U-17 та U-19 44 матчі, в яких відзначився 11-ма голами. У 2018 році, після виключення «Чезени» з професійних змагань через серйозні фінансові порушення, залишився вільним агентом.
3 серпня 2018 року він підписав 5-річний контракт з «Кротоне» з Серії В. Провів 10 поєдинків за команду в молодіжному чемпіонаті. Дебютував за «Піфагорійців» 5 серпня в переможному (4:0) матчі Кубку Італії проти «Джани Ермініо», в якому на 78-й хвилині вийшов замість Сімі. Загалом за «Кротоне» зіграв у 2-х матчах національного кубку. Не завоював свого місця в команді, 28 серпня 2019 року відправився в оренду до «Монополі» в Серію C. До завершення сезону, через надзвичайну епідеміологічну ситуацію у зв'язку з COVID-19, в лютому провів 7 матчів.
23 вересня 2020 року було оголошено про його повернення з оренди до Чезени в Серію C. 14 серпня 2021 року перейшов в оренду на сезон до «Луккезе». 15 липня 2022 року підписав 2-річний контракт з «Ольбією».
6 вересня 2024 року перейшов до клубу «Торрес».

## Кар'єра в збірній
Провів декілька матчів у юнацьких та молодіжних збірних Сан-Марино. 
У жовтні 2015 року у складі юнацької збірної Сан-Марино (U-17) брав участь у кваліфікаційному раунді до юнацького чемпіонату Європи 2016 року. Нанні взяв участь у всіх трьох матчах, у кожному з яких відіграв за таймом. У другій грі з Португалією вийшов у стартовому складі. У заключній грі з Вірменією збірна Сан-Марино забила перший м'яч, що принесло їй перемогу. Нікола у цій зустрічі з'явився у другому таймі та відзначився червоною карткою у доданий до основного часу.
Два роки по тому, у листопаді 2017 року, брав участь разом із юнацькою збірною Сан-Марино (U-19) у кваліфікаційному раунді юнацького чемпіонату Європи 2018 року. Санмаринці посіли останнє місце у групі, програли всі три матчі з розгромним рахунком.
У 2018 році провів два матчі за молодіжну збірну у відбірному турнірі до домашнього чемпіонату Європи. В обох поєдинках Сан-Марино зазнала поразки: 0:2 від Чехії та 0:4 від Хорватії.
Дебютував у національній збірній 15 листопада 2018 року в програному (0:1) домашньому матчі Ліги націй УЄФА на Олімпійському стадіоні Серравалле проти Молдови. 5 серпня 2019 року отримав нагороду Golden Boy від ФФСН, яка вручається найкращому молодому футболісту Сан-Марино до 23 років. Першим голом за національну збірну відзначився 5 вересня 2021 року в програному (1:7) матчі кваліфікації чемпіонату світу 2022 проти Польщі.
26 березня 2023 року, через відсутність Мірко Палаццм, вперше одягнув капітанську пов'язку, у програному (0:2) матчі кваліфікації чемпіонату Європи 2024 року проти Словенії.

## Статистика виступів

### Клубна
Станом на 28 квітня 2024 року.
| Сезон                | Команда              | Чемпіонат            | Чемпіонат | Чемпіонат | Нац. кубок | Нац. кубок | Нац. кубок | Конт. кубок | Конт. кубок | Конт. кубок | Інші кубки | Інші кубки | Інші кубки | Загалом | Загалом | Загалом |
| Сезон                | Команда              | Змаг                 | Матчі     | Голи      | Змаг       | Матчі      | Голи       | Змаг        | Матчі       | Голи        | Змаг       | Матчі      | Голи       | Матчі   | Голи    |         |
| -------------------- | -------------------- | -------------------- | --------- | --------- | ---------- | ---------- | ---------- | ----------- | ----------- | ----------- | ---------- | ---------- | ---------- | ------- | ------- | ------- |
| 2018-2019            | «Кротоне»            | B                    | 0         | 0         | КІ         | 1          | 0          | -           | -           | -           | -          | -          | -          | 1       | 0       |         |
| сер. 2019            | «Кротоне»            | B                    | 0         | 0         | КІ         | 1          | 0          | -           | -           | -           | -          | -          | -          | 1       | 0       |         |
| Загалом за «Кротоне» | Загалом за «Кротоне» | Загалом за «Кротоне» | 0         | 0         |            | 2          | 0          |             | -           | -           |            | -          | -          | 2       | 0       |         |
| сер. 2019-2020       | «Монополі»           | C                    | 7         | 0         | КІ+КІ-C    | 1+1        | 0          | -           | -           | -           | -          | -          | -          | 9       | 0       |         |
| 2020-2021            | «Чезена»             | C                    | 23        | 0         | -          | -          | -          | -           | -           | -           | -          | -          | -          | 23      | 0       |         |
| 2021-2022            | «Луккезе»            | C                    | 31+1      | 2         | КІ-C       | 1          | 1          | -           | -           | -           | -          | -          | -          | 33      | 3       |         |
| 2022-2023            | «Ольбія»             | C                    | 21        | 4         | КІ-C       | 0          | 0          | -           | -           | -           | -          | -          | -          | 21      | 4       |         |
| 2023-2024            | «Ольбія»             | C                    | 33        | 4         | КІ-C       | 1          | 0          | -           | -           | -           | -          | -          | -          | 34      | 4       |         |
| Загалом за «Ольбію»  | Загалом за «Ольбію»  | Загалом за «Ольбію»  | 54        | 8         |            | 1          | 0          |             | -           | -           |            | -          | -          | 55      | 8       |         |
| Усього за кар'єру    | Усього за кар'єру    | Усього за кар'єру    | 116       | 10        |            | 6          | 1          |             | -           | -           |            | -          | -          | 122     | 11      |         |

### У збірній

#### По роках
Станом на 24 березня 2024 року
| національна збірна Сан-Марино | національна збірна Сан-Марино | національна збірна Сан-Марино |
| Рік                           | Матчі                         | Голи                          |
| ----------------------------- | ----------------------------- | ----------------------------- |
| 2018                          | 2                             | 0                             |
| 2019                          | 8                             | 0                             |
| 2020                          | 3                             | 0                             |
| 2021                          | 11                            | 1                             |
| 2022                          | 3                             | 0                             |
| 2023                          | 7                             | 0                             |
| 2024                          | 2                             | 0                             |
| Загалом                       | 36                            | 1                             |

#### По матчах
| Дата       | Місто            | Господарі         | Результат | Гості              | Турнір                                | Голи | Примітки |
| ---------- | ---------------- | ----------------- | --------- | ------------------ | ------------------------------------- | ---- | -------- |
| 15-11-2018 | Серравалле       | Сан-Марино        | 0 – 1     | Молдова            | Ліга націй УЄФА 2018-2019 - 1-й раунд | -    | 64'      |
| 18-11-2018 | Серравалле       | Сан-Марино        | 0 – 2     | Білорусь           | Ліга націй УЄФА 2018-2019 - 1-й раунд | -    | 63'      |
| 21-3-2019  | Нікосія          | Кіпр              | 5 – 0     | Сан-Марино         | Відбір до ЧЄ 2020                     | -    | 46'      |
| 24-3-2019  | Серравалле       | Сан-Марино        | 0 – 2     | Шотландія          | Відбір до ЧЄ 2020                     | -    | 61'      |
| 11-6-2019  | Астана           | Казахстан         | 4 – 0     | Сан-Марино         | Відбір до ЧЄ 2020                     | -    |          |
| 6-9-2019   | Серравалле       | Сан-Марино        | 0 – 4     | Бельгія            | Відбір до ЧЄ 2020                     | -    |          |
| 9-9-2019   | Серравалле       | Сан-Марино        | 0 – 4     | Кіпр               | Відбір до ЧЄ 2020                     | -    | 62'      |
| 10-10-2019 | Брюссель         | Бельгія           | 9 – 0     | Сан-Марино         | Відбір до ЧЄ 2020                     | -    |          |
| 13-10-2019 | Глазго           | Шотландія         | 6 – 0     | Сан-Марино         | Відбір до ЧЄ 2020                     | -    |          |
| 16-11-2019 | Серравалле       | Сан-Марино        | 1 – 3     | Казахстан          | Відбір до ЧЄ 2020                     | -    | 64'      |
| 5-9-2020   | Гібралтар        | Гібралтар         | 1 – 0     | Сан-Марино         | Ліга націй УЄФА 2020-2021 - 1-й раунд | -    | 12'      |
| 13-10-2020 | Вадуц            | Ліхтенштейн       | 0 – 0     | Сан-Марино         | Ліга націй УЄФА 2020-2021 - 1-й раунд | -    |          |
| 14-11-2020 | Серравалле       | Сан-Марино        | 0 – 0     | Гібралтар          | Ліга націй УЄФА 2020-2021 - 1-й раунд | -    |          |
| 25-3-2021  | Лондон           | Англія            | 5 – 0     | Сан-Марино         | Відбір до ЧС 2022                     | -    |          |
| 28-3-2021  | Серравалле       | Сан-Марино        | 0 – 3     | Угорщина           | Відбір до ЧС 2022                     | -    | 80'      |
| 31-3-2021  | Серравалле       | Сан-Марино        | 0 – 2     | Албанія            | Відбір до ЧС 2022                     | -    |          |
| 28-5-2021  | Кальярі          | Італія            | 7 – 0     | Сан-Марино         | товариський матч                      | -    | 87'      |
| 1-6-2021   | Приштина         | Косово            | 4 – 1     | Сан-Марино         | товариський матч                      | -    | 82'      |
| 2-9-2021   | Андорра-ла-Велья | Андорра           | 2 – 0     | Сан-Марино         | Відбір до ЧС 2022                     | -    |          |
| 5-9-2021   | Серравалле       | Сан-Марино        | 1 – 7     | Польща             | Відбір до ЧС 2022                     | 1    | 30' 73'  |
| 8-9-2021   | Тирана           | Албанія           | 5 – 0     | Сан-Марино         | Відбір до ЧС 2022                     | -    |          |
| 12-10-2021 | Серравалле       | Сан-Марино        | 0 – 3     | Андорра            | Відбір до ЧС 2022                     | -    |          |
| 12-11-2021 | Будапешт         | Угорщина          | 4 – 0     | Сан-Марино         | Відбір до ЧС 2022                     | -    | 60'      |
| 15-11-2021 | Серравалле       | Сан-Марино        | 0 – 10    | Англія             | Відбір до ЧС 2022                     | -    |          |
| 2-6-2022   | Таллінн          | Естонія           | 2 – 0     | Сан-Марино         | Ліга націй УЄФА 2022-2023 - 1-й раунд | -    |          |
| 5-6-2022   | Серравалле       | Сан-Марино        | 0 – 2     | Мальта             | Ліга націй УЄФА 2022-2023 - 1-й раунд | -    | 85'      |
| 12-6-2022  | Та-Калі          | Мальта            | 1 – 0     | Сан-Марино         | Ліга націй УЄФА 2022-2023 - 1-й раунд | -    |          |
| 23-3-2023  | Серравалле       | Сан-Марино        | 0 – 2     | Північна Ірландія  | Відбір до ЧЄ 2024                     | -    | 85'      |
| 26-3-2023  | Любляна          | Словенія          | 2 – 0     | Сан-Марино         | Відбір до ЧЄ 2024                     | -    | кап. 86' |
| 16-6-2023  | Парма            | Сан-Марино        | 0 – 3     | Казахстан          | Відбір до ЧЄ 2024                     | -    | 80'      |
| 19-6-2023  | Гельсінкі        | Фінляндія         | 6 – 0     | Сан-Марино         | Відбір до ЧЄ 2024                     | -    |          |
| 14-10-2023 | Белфаст          | Північна Ірландія | 3 – 0     | Сан-Марино         | Відбір до ЧЄ 2024                     | -    |          |
| 17-10-2023 | Серравалле       | Сан-Марино        | 1 – 2     | Данія              | Відбір до ЧЄ 2024                     | -    |          |
| 17-11-2023 | Астана           | Казахстан         | 3 – 1     | Сан-Марино         | Відбір до ЧЄ 2024                     | -    | 27'      |
| 20-3-2024  | Серравалле       | Сан-Марино        | 1 – 3     | Сент-Кіттс і Невіс | товариський матч                      | -    |          |
| 24-3-2024  | Серравалле       | Сан-Марино        | 0 – 0     | Сент-Кіттс і Невіс | товариський матч                      | -    | 22'      |
| Усього     |                  | Матчів            | 36        |                    | Голів                                 | 1    |          |

## Досягнення

### Індивідуальні
- Golden Boy (1): 2019